# アジア海賊対策地域協力協定
アジア海賊対策地域協力協定（アジアかいぞくたいさくちいききょうりょくきょうてい　ReCAAP,Regional Cooperation Agreement on Combating Piracy and Armed Robbery against Ships in Asia）は、マラッカ海峡の海賊をはじめとする、東南アジア方面の海賊対策のための多国間協定。

## 概要
1990年代後半より、マラッカ海峡等において、海賊被害が増加するようになり、関係各国が対策を講じ始めた。日本が主導し、海賊情報の共有や海上取締に関する地域間協力及び取締能力向上に関する支援を目的に、多国間協定の構築が2001年より開始された。アジア地域の16ヶ国（フィリピン、マレーシア、インドネシア、シンガポール、タイ、ブルネイ、ベトナム、ラオス、ミャンマー、カンボジア、インド、スリランカ、バングラデシュ、中華人民共和国、大韓民国、日本）の多国間交渉が行われ、マレーシアとインドネシアを除く14ヶ国により、2004年11月11日にアジア海賊対策地域協力協定の締結がなされ、2006年9月4日に発効した。海賊の取り締まり自体は、各国の主権問題より他国の干渉を厭われることから、沿岸各国がそれぞれ実施する。
協定の機能の中核となる情報共有センター(ISC, Information Sharing Center)は、2006年11月29日にシンガポールに設置されている。各国は、情報共有センターを通じ、海賊事案の情報共有を図る。情報共有センターの事務局長は、発足会議で初代事務局長に選出された伊藤嘉章以降、2018年時点では外務省出身の日本人が務めていたが、2022年にインド出身のナタラジャンが事務局長に選出された。2011年時点における各国の拠出金は、シンガポールが6割にあたる約159万シンガポールドルを拠出し、日本が2割にあたる約64万シンガポールドルとなっている。
締約国は、2009年にノルウェー、2010年にオランダ、デンマーク、2013年にオーストラリア、2014年にアメリカ合衆国、2021年にドイツが加わり、21ヶ国となっている。
ReCAAPは、その取り組みが評価され、ソマリア沖の海賊対策にも同様の協定が構築できないか検討がなされている。